# Stuttgarter SC
Stuttgarter SC is een Duitse sportclub uit Stuttgart. De club is actief in voetbal, tennis, minigolf, wielrennen en gymnastiek. Tot 1942 speelde de club voornamelijk in de hoogste klasse.

## Geschiedenis

### Voetbal
FC Union Stuttgart werd opgericht in 1900. De club was aangesloten bij de Zuid-Duitse voetbalbond en speelde eerste in de Schwabische competitie. Vanaf 1909/10 speelde de club in de Südkreisliga, een van de vier hoogste klassen. Na een laatste plaats in het eerste seizoen eindigde de club de volgende seizoenen in de middenmoot. In 1917/18 werd de club voor het eerste kampioen van deze competitie na de finale gewonnen te hebben tegen Phönix Karlsruhe. In de daaropvolgende eindronde tegen de andere drie kampioenen versloeg de club Phönix Mannheim en plaatste zich voor de finale, die het verloor van 1. FC Nürnberg. In augustus 1919 fusioneerde de club met SV Gablenberg en nam de naam Stuttgarter SC aan. Gablenberg had zich in het voorgaande seizoen ook geplaatst voor de Südkreisliga en werd daar door FC Union uitgeschakeld.
Na de Eerste Wereldoorlog werd de competitie geherstructureerd en de Zuid-Duitse bond voerde de Württembergse competitie in als hoogste klasse. Stuttgarter SC werd meteen kampioen en plaatste zich voor de Zuid-Duitse eindronde, waar ze echter geen potten konden breken. Het volgende seizoen eindigde SC op een gedeelde tweede plaats met SpVgg Feuerbach. In 1921 werd de competitie opnieuw hervormd en de club ging nu in de Württemberg-Badense competitie spelen. De competitie werd over twee seizoenen van vier reeksen naar één reeks teruggebracht en SC kwalificeerde zich beide keren net met een vierde plaats. Ook in de gezamenlijke reeks bleef de club in de middenmoot. In 1927 werd de Württembergse competitie heringevoerd en SC eindigde gedeeld derde. Omdat de derde plaats nog naar de eindronde mocht kwam er een testwedstrijd tegen VfB Stuttgart, die met 4:0 verloren werd. In 1928/29 degradeerde de club. De club kon pas in 1932 terugkeren en werd zevende op tien clubs.
In 1933 kwam de NSDAP aan de macht en herstrucuteerde de hele competities in Duitsland. De Zuid-Duitse bond werd afgeschaft en er werden 16 Gauliga's ingevoerd. In tegenstelling tot vele competities in Duitsland was de Gauliga Württemberg niet zo een groot verschil met de voorgaande competitie, enkel clubs uit Ulm werden erbij gevoegd. De club bleef een middenmoter, het beste resultaat was een gedeelde derde plaats in 1937/38. Vier jaar later degradeerde de club.
Na de Tweede Wereldoorlog speelde de club in de Landesliga, die de tweede klasse was onder de Oberliga Süd. Na de invoering van de II. Oberliga was de Landesliga de derde klasse en kreeg de naam Amateurliga. In 1956 degradeerde de club. In 1963 keerde de club voor één jaar terug naar de Amateurliga en nog een keer van 1972 tot 1974. Daarna verdween de club voorgoed uit de hogere reeksen van het amateurvoetbal.

#### Erelijst
Kampioen Württemberg
1920